# Vasile Patilineț
Vasile Patilineț (Lupeni, 21 dicembre 1923 – 9 ottobre 1986) è stato un politico comunista rumeno.
È divenuto membro del Partito Comunista Rumeno nel settembre del 1945. È stato Ministro delle Miniere Petrolio e Geologia negli anni '70, poi sostituito dell'incarico da Virgil Trofin.